# Hatonuevo
Hatonuevo è un comune della Colombia facente parte del dipartimento di La Guajira.
Il centro abitato venne fondato da Blas Amaya nel 1840, mentre l'istituzione del comune è del 9 novembre 1994.